# Josiah Wells
Josiah Wells (Dunedin, 18 mei 1990) is een Nieuw-Zeelandse freestyleskiër, die is gespecialiseerd op de onderdelen halfpipe en slopestyle. Zijn broers Beau-James, Byron en Jackson zijn eveneens professionele freestyleskiërs.

## Carrière
Bij zijn wereldbekerdebuut, in maart 2006 in Apex, eindigde Wells direct in de top tien. Op de Winter X Games XII in Aspen won hij de zilveren medaille op het onderdeel slopestyle. Tijdens de wereldkampioenschappen freestyleskiën 2009 in Inawashiro eindigde de Nieuw-Zeelander als achtste in de halfpipe. Op de Winter X Games XIV behaalde Wells de zilveren medaille in de halfpipe.
Op de wereldkampioenschappen freestyleskiën 2011 in Deer Valley eindigde hij als negende in de halfpipe en als dertiende op de slopestyle. Op de Winter X Games XVI sleepte hij de bronzen medaille in de wacht op het onderdeel big air. In Voss nam Wells deel aan de wereldkampioenschappen freestyleskiën 2013. Op dit toernooi eindigde hij als negentiende in de halfpipe en als 58e op het onderdeel slopestyle. Op 18 januari 2014 boekte hij in Gstaad zijn eerste wereldbekerzege.

## Resultaten

### Wereldkampioenschappen
| Jaar | Plaats      | Resultaten                  |
| ---- | ----------- | --------------------------- |
| 2009 | Inawashiro  | 8e Halfpipe                 |
| 2011 | Deer Valley | 9e Halfpipe 13e Slopestyle  |
| 2013 | Voss        | 19e Halfpipe 58e Slopestyle |

### Wereldbeker
Eindklasseringen
| Seizoen   | Algm | HP  | SS  |
| --------- | ---- | --- | --- |
| 2005/2006 | 113e | 16e | –   |
| 2011/2012 | 113e | 15e | –   |
| 2012/2013 | 68e  | 16e | 62e |

Wereldbekerzeges
| Datum           | Plaats | Onderdeel  |
| --------------- | ------ | ---------- |
| 18 januari 2014 | Gstaad | Slopestyle |